# Macha

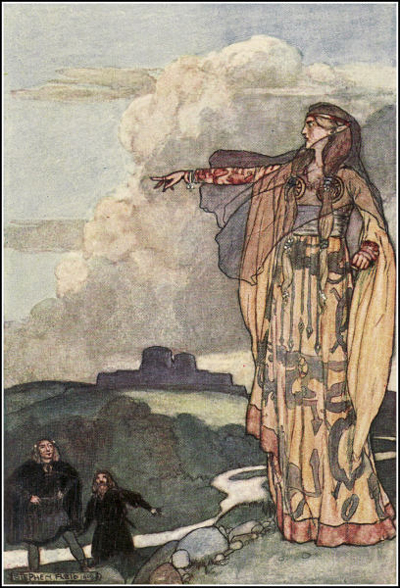
"Macha maledice gli uomini di Ulster", illustrazione di Stephen Reid

Macha (/ˈmaxə/) è nella mitologia irlandese una dea connessa con i cavalli, le battaglie e la sovranità. Secondo la tradizione collezionava le teste degli uomini uccisi in guerra. Viene spesso vista come una triplice dea e identificata quindi con Mórrígan e Badb.
Macha, figlia di Ernmas, dei Tuatha Dé Danann, appare in molte fonti antiche. Viene spesso menzionata insieme alle sue sorelle, "Badb e Morrigu, il cui nome era Anand". Le tre (con nomi diversi) sono spesso considerate una triplice dea associata alla guerra. Geoffrey Keating le chiama esplicitamente "dee", ma la tradizione medievale irlandese, che desiderava rimuovere ogni traccia di religione precristiana, ne offre una versione evemerizzata. Si dice che Macha sia stato uccisa da Balor durante la battaglia con i Fomori.

## Figure omonime
Ci sono diversi altri personaggi nella mitologia irlandese che portano il nome di Macha, probabilmente derivati dalla stessa figura:
- Macha, figlia di Partholón[6]
- Macha, moglie di Nemed. Era una profetessa[7]
- Macha Mong Ruad ("criniera rossa"), figlia di Áed Ruad. Dopo la morte del marito Cimbáeth, il re supremo d'Irlanda, ci furono molti altri pretendenti al trono, tutti uomini, che Macha sconfisse in battaglia. Per questo divenne regina suprema d'Irlanda non per eredità ma per diritto di conquista. Macha Mong Ruad fondò anche il villaggio fortificato di Emain Macha
- Macha, figlia di Sainrith mac Imbaith e moglie di Cruinniuc. Quando suo marito disse con arroganza che sua moglie avrebbe potuto battere i cavalli del re dell'Ulster correndo a piedi, lei fu costretta a gareggiare sebbene fosse incinta. Macha vinse, ma collassò per la fatica e diede alla luce dei gemelli. Lei maledisse gli uomini dell'Ulster e fu questo il motivo per cui nessuno di loro, ma solo il semi-divino Cúchulainn, furono in grado di combattere nel Táin Bó Cúailnge.[8]

## Macha nella cultura di massa
- La dea compare nel libro fantasy mitologico American Gods di Neil Gaiman
- La marina militare irlandese ha chiamato in suo onore la corvetta LÉ Macha.
- Nella Trilogia di Fionavar di Guy Gavriel Kay Macha è, insieme a Nemain, la dea della guerra.
- Macha è un'antagonista nella serie a fumetti italiana Zagor.
- Nel film di animazione irlandese La canzone del mare Macha è rappresentata da una strega civetta che ruba i sentimenti agli uomini con l'intento di non farli soffrire a causa di essi.